# Romní
Romní (en ucraniano: Ромни, romanizado: Romný; en ruso: Ромны) es una ciudad ucraniana perteneciente al óblast de Sumy. Situada en el norte del país, es centro del raión de Romní y del municipio (hromada) homónimo.

## Geografía
Romní se encuentra a orillas del río Romen, 93 km al oeste de Rivne y 105 km al oeste de Sumy.

### Clima
| Parámetros climáticos promedio de Romní (1991-2020) | Parámetros climáticos promedio de Romní (1991-2020) | Parámetros climáticos promedio de Romní (1991-2020) | Parámetros climáticos promedio de Romní (1991-2020) | Parámetros climáticos promedio de Romní (1991-2020) | Parámetros climáticos promedio de Romní (1991-2020) | Parámetros climáticos promedio de Romní (1991-2020) | Parámetros climáticos promedio de Romní (1991-2020) | Parámetros climáticos promedio de Romní (1991-2020) | Parámetros climáticos promedio de Romní (1991-2020) | Parámetros climáticos promedio de Romní (1991-2020) | Parámetros climáticos promedio de Romní (1991-2020) | Parámetros climáticos promedio de Romní (1991-2020) | Parámetros climáticos promedio de Romní (1991-2020) |
| Mes                                                 | Ene.                                                | Feb.                                                | Mar.                                                | Abr.                                                | May.                                                | Jun.                                                | Jul.                                                | Ago.                                                | Sep.                                                | Oct.                                                | Nov.                                                | Dic.                                                | Anual                                               |
| --------------------------------------------------- | --------------------------------------------------- | --------------------------------------------------- | --------------------------------------------------- | --------------------------------------------------- | --------------------------------------------------- | --------------------------------------------------- | --------------------------------------------------- | --------------------------------------------------- | --------------------------------------------------- | --------------------------------------------------- | --------------------------------------------------- | --------------------------------------------------- | --------------------------------------------------- |
| Temp. máx. media (°C)                               | -2.1                                                | -0.7                                                | 5.2                                                 | 14.6                                                | 21.1                                                | 24.4                                                | 26.3                                                | 25.8                                                | 19.6                                                | 12.2                                                | 4.2                                                 | -0.8                                                | 12.5                                                |
| Temp. media (°C)                                    | -4.6                                                | -3.9                                                | 1.1                                                 | 9.2                                                 | 15.2                                                | 18.8                                                | 20.6                                                | 19.6                                                | 14.0                                                | 7.6                                                 | 1.4                                                 | -3.0                                                | 8.0                                                 |
| Temp. mín. media (°C)                               | -7.2                                                | -6.8                                                | -2.4                                                | 4.3                                                 | 9.6                                                 | 13.5                                                | 15.3                                                | 14.0                                                | 9.1                                                 | 3.9                                                 | -0.9                                                | -5.3                                                | 3.9                                                 |
| Precipitación total (mm)                            | 49                                                  | 40                                                  | 45                                                  | 37                                                  | 57                                                  | 70                                                  | 76                                                  | 42                                                  | 54                                                  | 45                                                  | 41                                                  | 49                                                  | 605                                                 |
| Días de precipitaciones (≥ 1.0 mm)                  | 9.9                                                 | 8.4                                                 | 8.9                                                 | 7.0                                                 | 8.5                                                 | 8.5                                                 | 8.7                                                 | 5.6                                                 | 7.3                                                 | 7.5                                                 | 7.4                                                 | 8.9                                                 | 96.6                                                |
| Humedad relativa (%)                                | 85.1                                                | 82.1                                                | 76.3                                                | 65.8                                                | 65.9                                                | 69.2                                                | 71.6                                                | 68.4                                                | 74.3                                                | 80.2                                                | 86.9                                                | 87.6                                                | 76.1                                                |
| Fuente: NOAA                                        |                                                     |                                                     |                                                     |                                                     |                                                     |                                                     |                                                     |                                                     |                                                     |                                                     |                                                     |                                                     |                                                     |

## Historia
Cerca de Romní hay un túmulo funerario de los siglos VI-V a. C., que evidencia la presencia de agricultores escitas. 
La villa fue fundada en el año 902 d. C. (el 16 de septiembre de 2002 se celebró el 1100 aniversario de la localidad) y formaba parte del principado de Pereyáslav. La primera mención que se hace de Romní data de 1096 bajo el nombre de "Romen" llamado por el río Romen que atraviesa el municipio. El origen de la etimología tiene raíces bálticas y procede de la palabra lituana "romus" (tranquilidad).
En 1239, la ciudad fue capturada por los mongoles y destruida, pasando a manos del Gran Ducado de Lituania en 1362 y, después de la Unión de Lublin en 1569, como parte de la Mancomunidad polaco-lituana.
Después de la rebelión de Jmelnitski en 1654, como parte de la Ucrania de la margen izquierda, pasó a formar parte del estado ruso. En 1638 la población rondaba los 6.000 habitantes siendo la ciudad más habitada de la región. 
En 1782, Romní fue incluido en la gobernación de Chernígov y en parte de la gobernación de Poltava en 1802. En 1781 la zarina Catalina II otorgó el estatus de ciudad a Romní. En 1880 en esta ciudad nació el prominente físico Abram Ioffe, creador de la llamada escuela soviética de física y aquí también estudió el también futuro físico Stephen Timoshenko.
A mediados del siglo XIX tuvo lugar en la ciudad una gran feria: asistieron 120.000 personas y la facturación alcanzó los 10 millones de rublos. En el Imperio Ruso, esta feria ocupa el segundo lugar después de la de Nizhni Nóvgorod. En 1874, Romní se conectó a la red ferroviaria, lo que aceleró su desarrollo económico, y se funda una de las primeras plantas mecánicas de la actual Ucrania. 
En 1904, los judíos constituían el 30% de la población de la ciudad. Se produjeron en la ciudad manifestaciones políticas y huelgas obreras en Romní a lo largo de la revolución rusa de 1905
La primera estatua de Tarás Shevchenko fue erigida el 27 de octubre de 1918 en Romní, cuando estuvo bajo el control de la República Popular Ucraniana y se conservó como parte de la política de ucranización de la Unión Soviética. La estatua de hormigón de Romní comenzó a deteriorarse en la década de 1950, pero fue rehecha en bronce e inaugurada nuevamente en 1982. La versión original del monumento se encuentra en la Cuesta de Andrés de Kiev.
El raión de Romní se fundó en 1931, con capital en la ciudad del mismo nombre, que pasó a estar englobada en el óblast de Sumy en 1939. En el Holodomor de 1932-1933, murieron al menos 2274 habitantes de la ciudad.
Durante la Segunda Guerra Mundial, al igual que sucedió con parte de Ucrania, Romní fue ocupada por la Alemania nazi desde el 10 de septiembre de 1941 hasta el 16 de septiembre de 1943.También construyeron una prisión en la ciudad.
Hasta el 18 de julio de 2020, Romní era una ciudad de importancia regional y el centro del municipio de Romní. El municipio fue abolido en julio de 2020 como parte de la reforma administrativa de Ucrania, que redujo el número de raiones del óblast de Sumy a cinco. El área del municipio de Romní se fusionó con el raión de Romní.
Tras el comienzo de la invasión rusa de Ucrania en 2022, se produjeron una serie de enfrentamientos militares cerca de Romní. La ciudad sufrió numerosos ataques rusos como el del 23 de agosto de 2023, en el que fallecieron 4 personas. 

## Demografía
La evolución de la población de Romní entre 1859 y 2022 fue la siguiente:
| 5633                                                          | 22 510 | 24 205 | 25 174 | 25 962 | 40 027 | 48 040 | 53 016 | 57 502 | 50 448 | 43 940 | 42 616 | 37 765 |
| (Fuente: Cities & Towns of Ukraine y UKRAINE: Größere Städte) |        |        |        |        |        |        |        |        |        |        |        |        |

Según el censo de 2001, el 93,68% de la población son ucranianos, el 5,42% son rusos y el resto de minorías son principalmente bielorrusos (0,7%). En cuanto al idioma, la lengua materna de la mayoría de los habitantes, el 93,95%, es el ucraniano; del 5,7% es el ruso.

## Infraestructura

### Arquitectura, monumentos y lugares de interés
En 1735 fue inaugurada la Catedral del Espíritu Santo. Construida de madera, los cuatro pilares fueron diseñados acorde el estilo barroco ucraniano. En lo alto del templo hay tres cúpulas con forma de pera en lo alto de cada cilindro. Aunque la catedral data de los años 1730, no fue terminada hasta 1780.
Otro edificio importante es la Iglesia de la Ascensión, también con tres cúpulas y cuya construcción tuvo lugar entre los años 1795 y 1801.

### Transporte
Romní cuenta con las carreteras H07 (Kiev-Sumy-Kursk), T1913 y P60 y tiene su estación de tren en la línea Gómel-Bájmach-Kremenchuk.

## Galería

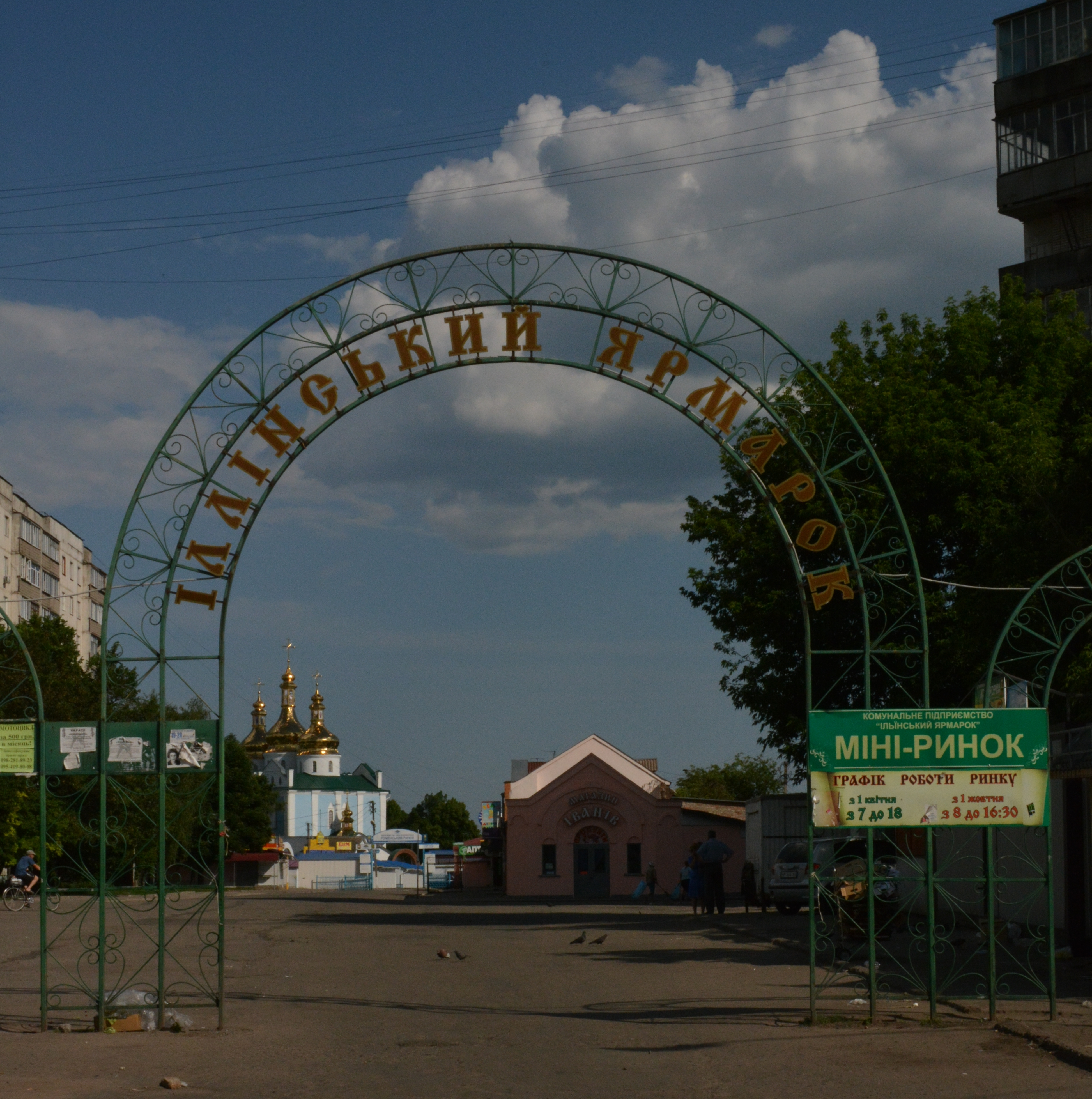
Plaza del Mercado
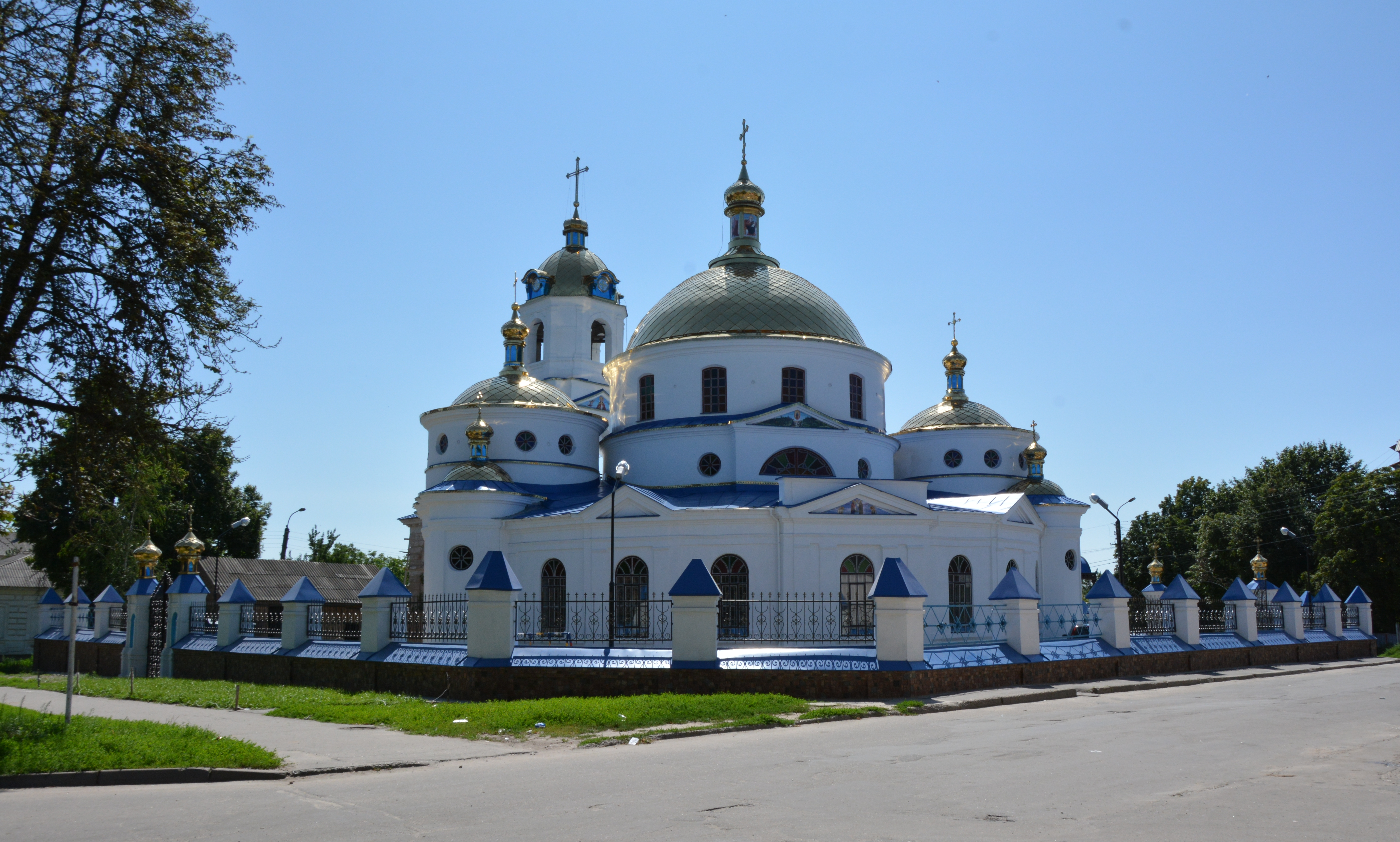
Catedral del Espíritu Santo de Romní
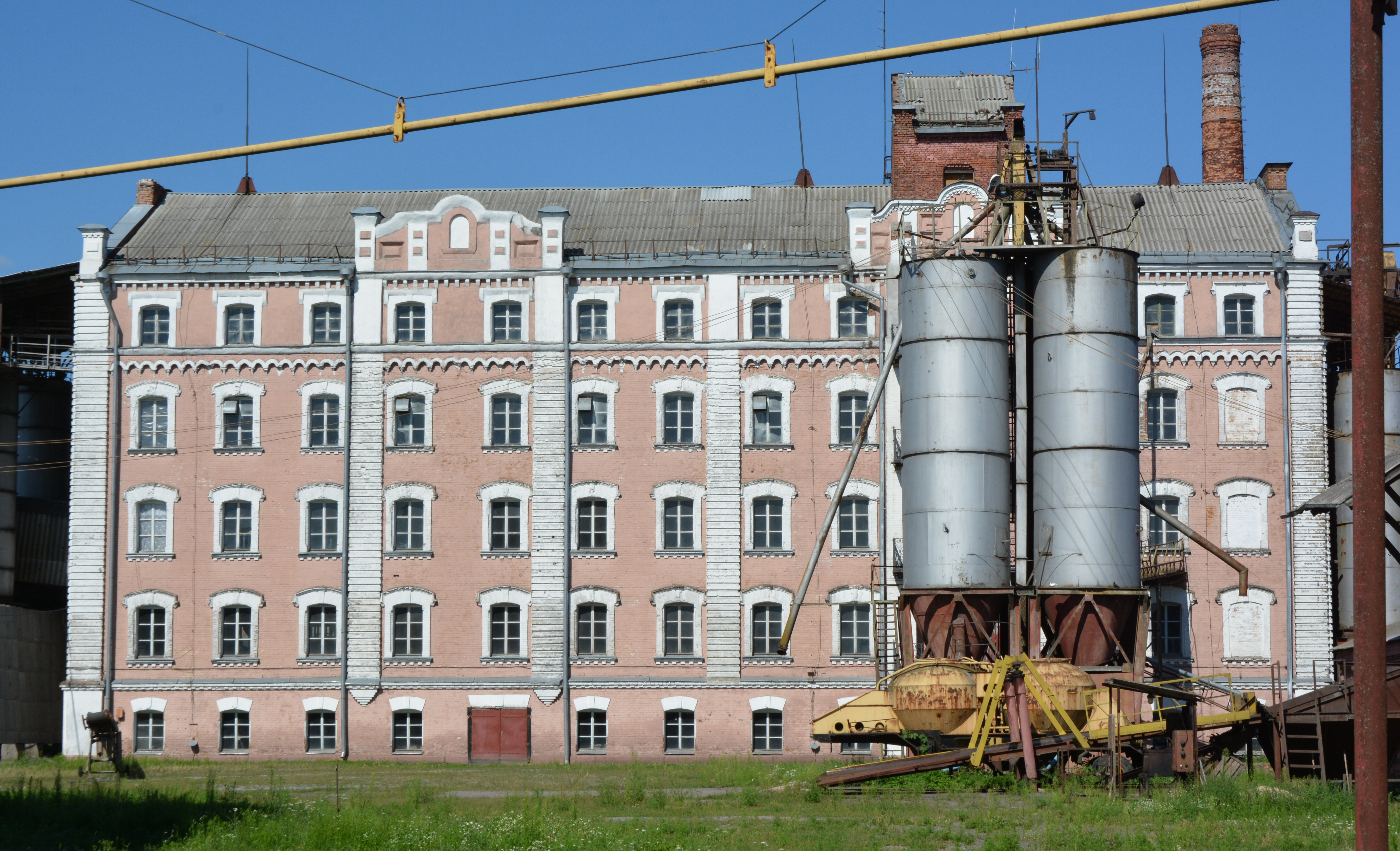
Antiguo molino fluvial
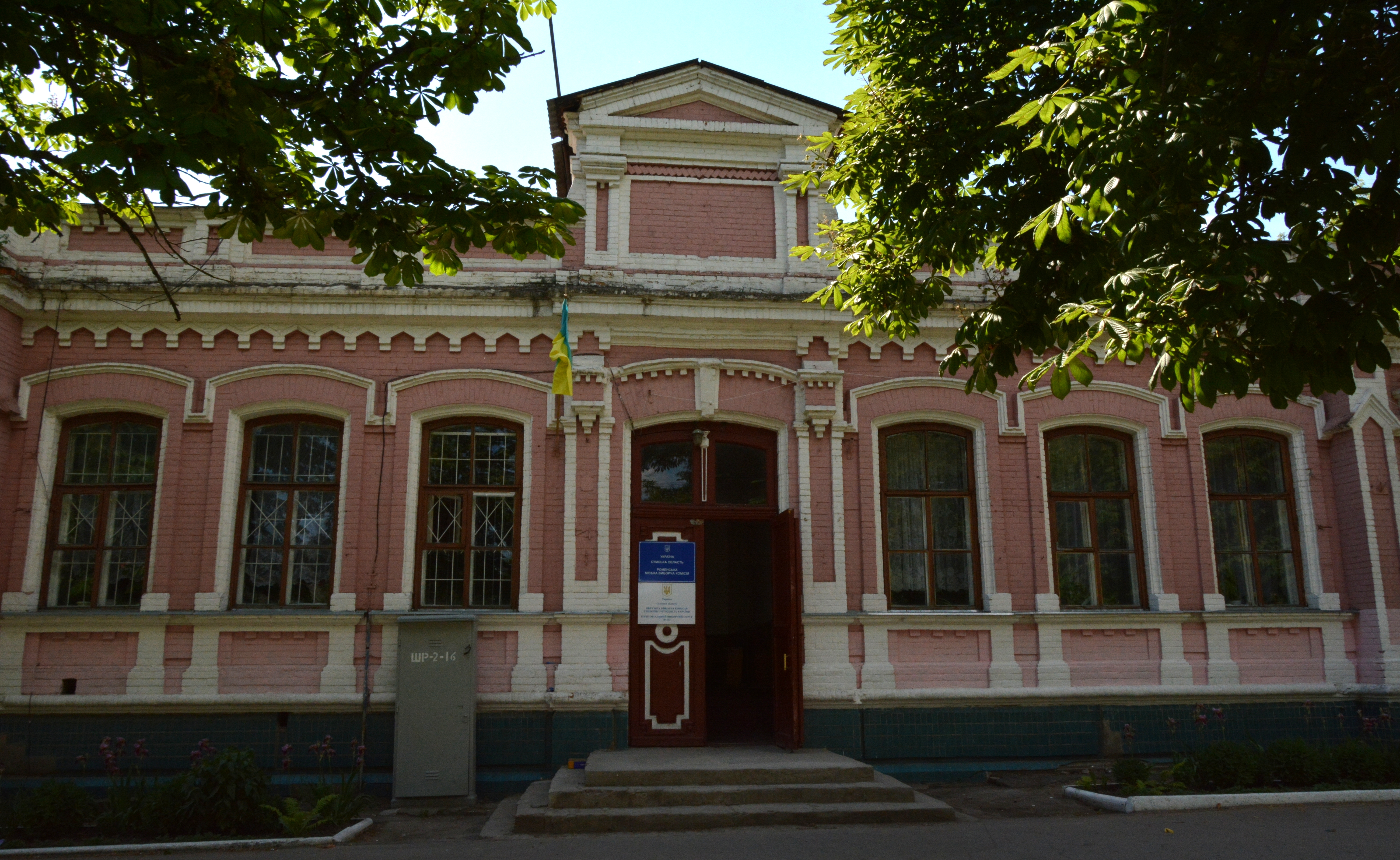
Antiguo colegio
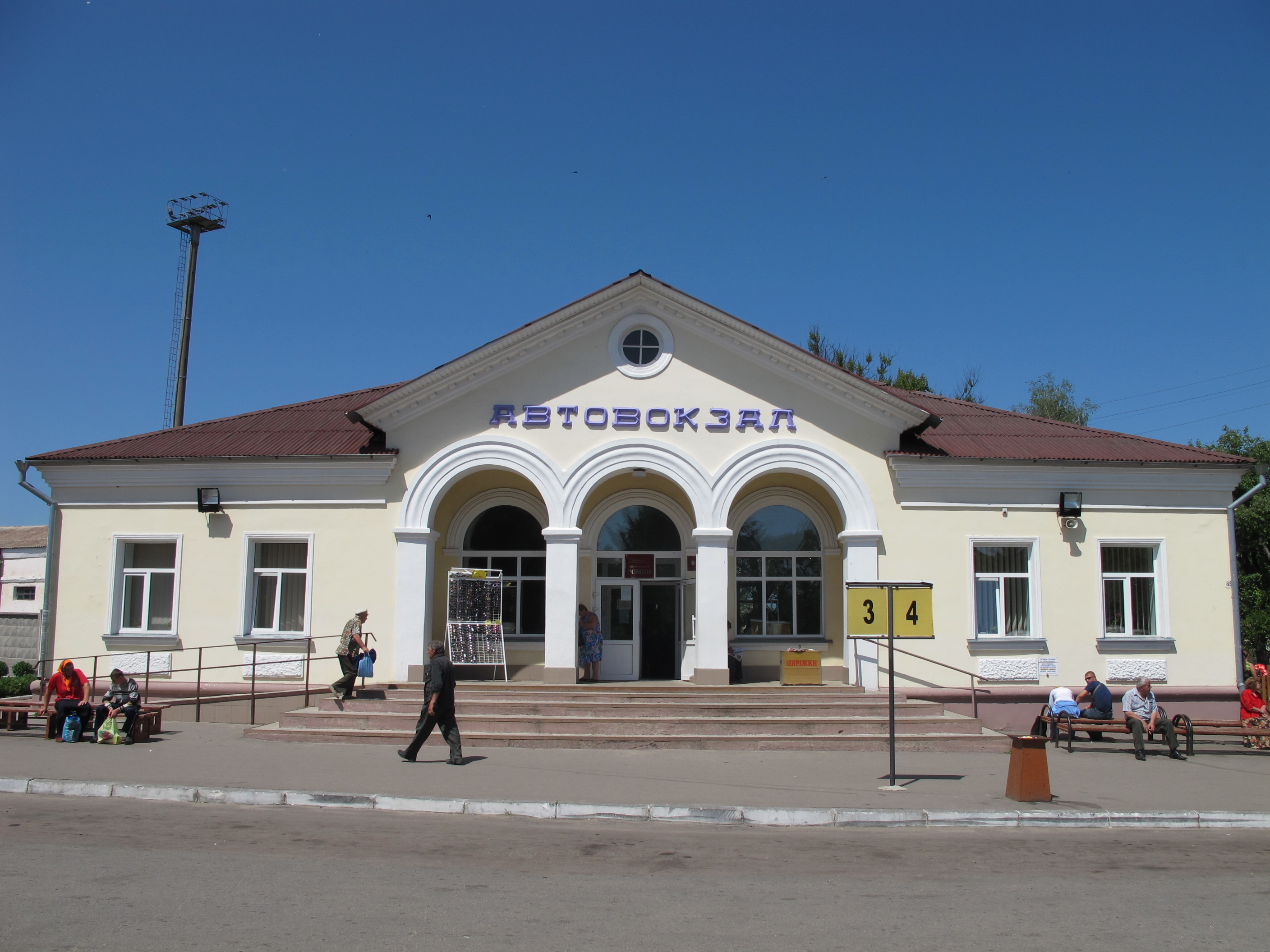
Estación de autobuses

## Personas ilustres
- Natalia Sedova (1882-1962): revolucionaria rusa, conocida por ser la segunda esposa de León Trotski.
- Grigori Sokólnikov (1888-1939): revolucionario bolchevique, economista y político soviético considerado viejo bolchevique.
- Abram Ioffe (1890-1960): físico soviético ruso experto en electromagnetismo, radiología, cristales, física de alta energía, termoelectricidad y fotoelectricidad.
- Haim Arlozoroff (1899-1933): líder sindicalista, poeta y político judío de origen ucraniano, directivo de la Agencia Judía para Israel.
- Isaak Shvarts (1923 -2009): compositor de cine ucraniano.